# Johan van der Velde
Johan van der Velde (* 12. Dezember 1956 in Rijsbergen) ist ein ehemaliger niederländischer Radrennfahrer. Er war Profi von 1978 bis 1990.

## Sportlicher Werdegang
Van der Velde begann seine professionelle Laufbahn 1978 beim Team TI-Raleigh. In der ersten Saison gewann er die Niederlande-Rundfahrt und die Tour de Romandie. Im folgenden Jahr nahm er an seiner ersten Tour de France teil. Er beendete sie auf dem 14. Platz und konnte mit dem Team beide Mannschaftszeitfahren gewinnen.
1980 gewann er das Critérium du Dauphiné und wurde Niederländischer Meister auf der Straße. Bei der Tour unterstützte er Joop Zoetemelk bei seinem Sieg. TI-Raleigh gewann erneut beide Mannschaftszeitfahren und van der Velde gelang es mit 12. Platz die Nachwuchswertung der Tour de France zu gewinnen. Er wurde 1981 erneut Zwölfter bei der Tour de France und gewann zwei Etappen.
1981 gewann van der Velde Lüttich–Bastogne–Lüttich und wurde aber des Dopings überführt. Im Juni 1981 erhielt van der Velde wegen Dopings einen Monat Sperre und eine Strafe von 125 holländischer Gulden.
Nach Ende seine sportlichen Karriere gab er zu regelmäßig Amphetamine konsumiert zu haben und sagte: „Jeden Tag ein neues Kriterium. Es ist abscheulich, aber man muss Geld verdienen. Um Schritt zu halten, nehmen wir also alle zwei oder drei Tage Amphetamine ein. Während der Tour de France ist es jeden Tag dasselbe: Morgens eine Spitze und Abends eine Tablette.“
1982 wurde er erneut niederländischer Meister und stand bei der Tour de France 1982 als Dritter hinter dem Gewinner Bernard Hinault und dem Zweiten Joop Zoetemelk auf dem Podium in Paris.
1983 gewann er die Meisterschaft von Zürich.
Ab 1984 fuhr van der Velde bei Metauro Mobili, obwohl er Angebote von Peter Post oder Jan Raas hatte.  In diesem Jahr wurde er Vierter bei Paris–Roubaix und jeweils Dritter bei Settimana Internazionale und Mailand–Vignola. Außerdem beendete er den Giro d’Italia 1984 auf dem fünften Gesamtplatz.
1986 fuhr er für das Panasonic-Team von Peter Post. In diesem Jahr gewann er eine Etappe bei der Tour de France und trug zwei Tage lang das gelbe Trikot.
Von 1987 bis 1988 fuhr er für das italienische Team Gis Gelati. In dieser Zeit konnte er in beiden Jahren die Punktewertung des Giro d’Italia und 1987 zwei schwere Etappen durch die Dolomiten gewinnen. Legendär ist das Bild bei der Passage am Gaviapass beim Giro d’Italia 1988, als er auf der schneebedeckten Passhöhe als Erster im Kurzarm-Trikot ankommt und diese Etappe mit fast 47 Minuten Rückstand auf den Sieger beendet, weil er auf der Abfahrt durch die Kälte gelähmt war.
Die aktive Karriere von van der Velde endete abrupt am 30. Mai 1989, als er während des Giro d’Italia plötzlich abreiste und zunächst spurlos verschwunden schien. Er wurde offiziell zwar bei weiteren Teams als Teammitglied geführt, aber vermutlich kam er bei keinem der Teams zum Einsatz.

## Nach der Sportlaufbahn
Nach seiner aktiven Zeit geriet er aufgrund seiner Abhängigkeit von Amphetaminen auf die schiefe Bahn und verbüßte eine zehn-monatige Haftstrafe wegen einigen Einbrüchen. Nach der Zeit im Gefängnis bekam er eine Anstellung als Schweißer im Hafen von Rotterdam und betreute VIP während einigen Rennen für das Team Quick Step.
Ab 2012 ist er in der Organisation von Radrennen, Radsportreisen und als Botschafter der Stiftung Cycle for Hope aktiv. Ab 2015 arbeitet er als Busfahrer für das Roompot Oranje Peloton. Im Februar 2019 wurde bekannt, dass van der Velde an Leukämie erkrankt ist.

## Familie
Seine beide Söhne Ricardo van der Velde und Alain van der Velde sowie sein Bruder Theo van der Velde waren ebenfalls Radsportler.

## Musik
Das Lied Tulipani der italienischen Musikgruppe Offlaga Disco Pax auf ihrem Album Gioco di società behandelt das Ereignis auf der 14. Etappe des Giro d’Italia um van der Velde am 5. Juni 1988 über den Gaviapass.

## Erfolge
1978
- Gesamtwertung und zwei Etappen Tour de Romandie
- Gesamtwertung und eine Etappe Niederlande-Rundfahrt

1979
- eine Etappe Tour de Romandie
- zwei Mannschaftszeitfahren Tour de France

1980
- Gesamtwertung und eine Etappe Critérium du Dauphiné
- Niederländische Meisterschaften – Straßenrennen
- Nachwuchswertung und zwei Mannschaftszeitfahren Tour de France
- eine Etappe Niederlande-Rundfahrt
- vier Etappen Katalonien-Rundfahrt

1981
- eine Etappe Tour de Romandie
- eine Etappe Critérium du Dauphiné
- zwei Etappen Tour de France
- eine Etappe Niederlande-Rundfahrt
- zwei Etappen und zwei Mannschaftszeitfahren Tour de France
- drei Etappen Katalonien-Rundfahrt

1982
- Niederländische Meisterschaften – Straßenrennen
- Mannschaftszeitfahren Tour de France
- eine Etappe Niederlande-Rundfahrt
- eine Etappe und Punktewertung Katalonien-Rundfahrt

1983
- eine Etappe Setmana Catalana de Ciclisme
- Meisterschaft von Zürich

1984
- eine Etappe Tour de Romandie
- Niederländische Meisterschaften – Straßenrennen

1985
- eine Etappe Tour de Romandie
- Punktewertung Giro d’Italia
- Coppa Bernocchi

1986
- Pfeil von Brabant
- eine Etappe Giro d’Italia
- eine Etappe Tour de France

1987
- zwei Etappen und Punktewertung Giro d’Italia
- eine Etappe Tour de Suisse

1988
- Punktewertung Giro d’Italia

## Wichtige Platzierungen
| Grand Tour            | 1978 | 1979 | 1980 | 1981 | 1982 | 1983 | 1984 | 1985 | 1986 | 1987 | 1988 | 1989 |
| --------------------- | ---- | ---- | ---- | ---- | ---- | ---- | ---- | ---- | ---- | ---- | ---- | ---- |
| Vuelta a EspañaVuelta | –    | –    | –    | –    | –    | –    | –    | –    | –    | –    | –    | –    |
| Giro d’ItaliaGiro     | –    | –    | –    | –    | –    | –    | 5    | 22   | 16   | 9    | 65   | DNF  |
| Tour de FranceTour    | –    | 14   | 12   | 12   | 3    | DNF  | –    | –    | –    | –    | –    | –    |

| Monument                 | 1978 | 1979 | 1980 | 1981 | 1982 | 1983 | 1984 | 1985 | 1986 | 1987 | 1988 | 1989 |
| ------------------------ | ---- | ---- | ---- | ---- | ---- | ---- | ---- | ---- | ---- | ---- | ---- | ---- |
| Mailand–Sanremo          | –    | –    | –    | –    | –    | –    | 11   | 50   |      | 40   | 58   | –    |
| Flandern-Rundfahrt       | –    | –    | –    | –    | 10   | 8    | 17   | –    | –    | –    | –    | –    |
| Paris–Roubaix            | –    | –    | –    | 14   | –    | –    | 4    | –    | –    | –    | –    | –    |
| Lüttich–Bastogne–Lüttich | –    | 33   | 9    |      | 6    | 40   | 34   | –    | –    | –    | –    | –    |
| Lombardei-Rundfahrt      | –    | –    | –    | –    | –    | –    | –    | –    | –    | –    | –    | –    |

| Weltmeisterschaft   | 1978 | 1979 | 1980 | 1981 | 1982 | 1983 | 1984 | 1985 | 1986 | 1987 | 1988 | 1989 |
| ------------------- | ---- | ---- | ---- | ---- | ---- | ---- | ---- | ---- | ---- | ---- | ---- | ---- |
| StraßenrennenStraße | 26   | 28   | DNF  | 11   | 18   | –    | 22   | 9    | 22   | 61   | DNF  | –    |